# 義風堂々 直江兼続 -前田慶次月語り-
『義風堂々 直江兼続 -前田慶次月語り-』（ぎふうどうどう なおえかねつぐ まえだけいじつきがたり）は、原作：原哲夫・堀江信彦、作画：武村勇治による日本の漫画。

## 概説
『週刊コミックバンチ』（新潮社）にて、2008年50号から2010年38号まで連載された。その後、同誌の後継誌の一つである『月刊コミックゼノン』（ノース・スターズ・ピクチャーズ）において、続編となる『義風堂々!!直江兼続 -前田慶次酒語り-』（ぎふうどうどう なおえかねつぐ まえだけいじさけがたり）が創刊号（2010年12月号）から2014年3月号まで連載された。『酒語り』の連載終了後、作画担当を出口真人に変え『義風堂々!!直江兼続 -前田慶次花語り-』（ぎふうどうどう なおえかねつぐ まえだけいじはながたり）が同誌の2014年5月号から2018年12月号まで連載された。
『義風堂々!!直江兼続』シリーズは『花の慶次』のスピンアウト作品にあたる。同作で作画を担当した原が描き切れていなかったと語る前田慶次の莫逆の友・直江兼続の物語で、当時の担当編集者の堀江にアイディアをもらいつつ共同原作の形態を取って誕生した。隠棲した慶次が語り手として若き日の兼続（樋口与六）のことを回想する、という形式を取っている。
また、関ヶ原後の慶次が、立花・加藤ら鎮西（九州）の豪傑を訪ねる趣向の『前田慶次 かぶき旅』（原作：原哲夫・堀江信彦、作画：出口真人）が同誌の101号（2019年4月号）から連載されている。 
『義風堂々!!』シリーズとしてはこの他、主人公を変えた『義風堂々!! 疾風の軍師 -黒田官兵衛-』がある。
2013年7月から12月にかけてテレビアニメが放送された。
また、2017年11月から12月にかけて舞台「義風堂々!!」として舞台化されAiiA 2.5 Theater Tokyo、大阪メルパルクホールにて上演された。

## 登場人物
声は特記ない限りテレビアニメ・2015年版ラジオドラマ共通。

### 主人公とその一族・仲間たち

#### 主人公
直江兼続（なおえ かねつぐ）
（樋口与六 → 樋口兼続 → 直江兼続）
声 - 浪川大輔 / 杉田智和（戦国大戦）/ 金田アキ（2015年版ラジオドラマ・幼少期）
幼名および通称は与六。周囲からはその傾き者ぶりや破天荒さから、自他共に認めるあだ名として「雲」と呼ばれる。焙烙球を腰に結び付けている。
幼いころ、雲洞庵で景勝の側近として仕える。雲洞庵の土を掘り起こし、文珍に注意される。
16歳の時に自ら安土に赴き、「信長見物」をしに行く。
正体は、上杉謙信の実子である。しかし、そのことを信長に利用される。風格が謙信に似ているため、古老にはすぐに見透かされる。
後に終生の友となる石田三成や前田慶次と出遭い友誼を深めていく。
茂助（もすけ）
声 - 川本成
本作オリジナルキャラクター。もとは、「雲洞庵」で修行していた坊主。当時の名は「分珍」。野盗に身重の妻を殺され、後追い自殺をしようとしたが、与六の粋な計らいで、従者となる。職業は鍛冶で、与六に頼まれて鉄扇を作成したこともある。
中西次郎坊（なかにし じろうぼう）
声 - 郷田ほづみ
本作オリジナルキャラクター。上杉謙信の代から上杉家に仕える忍者。低い身分の出ながら、軒猿の棟梁に忍術を仕込まれた後、謙信に見出され、与六を守る任務を与えられた。謙信の死後、与六（兼続）の前に姿を現し従者となる。
独特の口調と一風変わった容姿から、特に異彩を放つ存在。忍者としての技量は相当なもので、常に冷静に敵の戦力分析をこなし迅速に対処している。
白雲（声 - 最上嗣生）という犬を大事にし、戦犬として仕込んだ。

#### 樋口家
樋口兼豊（ひぐち かねとよ）
声 - 福田信昭
（樋口惣右衛門→樋口兼豊）
直江兼続の養父。裏稼業である、越後の隠し銀山の奉行をしている。
謙信と妙の間で生まれた与六を、景綱と仙桃院の命令で、隠し銀山に住む惣右衛門に子供が出来ても不思議に思う者はないと思われ預けられる。

#### 直江家
お船（おせん）
声 - 遠藤綾（2015年版ラジオドラマ）
直江景綱の娘。男勝りの性格で、女性なのに鎧を着て、父・景綱に同伴する。薙刀の名手
御館の乱の後に夫・信綱が殺害され、菩提を弔おうと尼になろうとしたが、景勝の説得で兼続と結婚する。
直江景綱（なおえ かげつな）
声 - 楠見尚己
上杉家三代にわたって仕えた上杉家の宿老で、お船の父。

### 上杉家

#### 一門
上杉景勝（うえすぎ かげかつ）
声 - 安元洋貴 / 鷄冠井美智子（幼少期）
長尾政景と仙桃院の嫡男。義の絶えつつある時代への憂いから21歳の段階で、眉間に一本縦筋が刻まれている。
与六（兼続）の主君。与六の出生の秘密を知りつつも、共に上杉家を守る覚悟を貫く。
上杉謙信（うえすぎ けんしん）
声 - てらそままさき
越後の国主で、春日山城主。人々が己の「利」のために生きる戦国の世にあって敢えて「義」の心を掲げて戦を行う。幾多の戦で負けを知らず、神とも、毘沙門天の化身とも崇められた。毘沙門天を深く信仰する。与六の「雲」ぷりを羨ましがっている。
仙桃院（せんとういん）
声 - 高橋理恵子
上杉謙信の姉。長尾政景の正室で、景勝の生母。与六の母代わりとして接する。
上杉景虎（うえすぎ かげとら）
謙信の養子で、景勝とは義兄弟にあたる。北条家からの人質。女装趣味のある美青年。
御館の乱では、「人質」の宿命を乗り越えるため、上杉家の家督を巡り、景勝と激しく争う。
長尾政景（ながおまさかげ）
坂戸城城主。景勝の父で仙桃院を妻としていた。
謙信が景勝を養子にしたいと宇佐美定満が伝えた時に激昂。定満が入水したので救助するため野尻池に飛び込み、2人は溺死した。

#### 上杉家の家臣
泉沢久秀（いずみざわ ひさひで）
（泉沢又五郎 → 泉沢久秀）
上田衆の1人で、通称は又五郎。喜平次付の小姓に選ばれ、共に雲洞庵で修行する。右の人差し指で鼻をするのが癖。
遠山康光（とおやま やすみつ）
元は北条家の家臣で、越後の景虎に仕える軍師。景虎を大将として担ぎあげ、謀略の限りを尽くす。
水原親憲（すいばら ちかのり）
声 -高口公介
巨体。芝居がかった言動をする。
藤田信吉
声 - 立木文彦

### 戦国大名たち

#### 織田家
織田信長（おだ のぶなが）
声 - 山寺宏一
与六が安土山城見学のとき、石を運ぶ人足として、初めて出会う。与六から見て、とても40代には見えない肉体を有する。
信長曰く、「いくさ場で産湯につかり、身も心も血もいくさで出来ている、いくさの子」
民を最も尊重し、民の解放を大義として、民を妨げるならば武家ですら滅すと語る。
与六の出生に関する秘密を示唆する。
前田利家（まえだ としいえ）
声 - 廣田行生
織田信長の家臣の1人で、常に算盤を持っている。『花の慶次』の利家と類似している
丹羽長秀（にわ ながひで）
織田家臣で佐和山城城主、安土築城の普請奉行を勤める信長四天王の一人。
恐ろしい顔つきだが、酔っ払いながら「さんやれ踊り」を踊るなど、意外にも人間らしい面がある。
岡部又右衛門（おかべ またえもん）
織田家の大工総棟梁。安土城の指図を所持。名前のみ登場
伴太郎左衛門（ばん たろうざえもん）
声 - 羽佐間道夫
甲賀・伴忍び頭領。左目は傷ついている。
前田慶次（まえだ けいじ）
声 - 佐藤拓也
この物語の語り部でもある、傾奇者。『花の慶次』の主人公。
織田軍の一翼として、越後攻めに伯父の前田利家と共に従軍。異様ない出立ちと銃弾を遮断する巨大な鉄の傘を携える。後の盟友・直江兼続と攻防戦を繰り広げる。
柴田勝家
手取川の戦いの織田軍の総大将。
明智光秀
佐々成政
『花の慶次』と類似。
滝川一益
佐久間盛政
森長可
声 - 最上嗣生（2015年版ラジオドラマ）

#### 羽柴家
豊臣秀吉（とよとみ ひでよし）
（羽柴秀吉 → 豊臣秀吉）
声 - 上田燿司
織田信長の家臣で、信長からは「猿」とあだ名される。極度の女好き。とても機転がきく策略家。尾張弁。
与六の知謀と悪運の強さに一目置いている。その後も与六に興味を抱き、乱裁道宗に真価を見極めさせる。
石田三成（いしだ みつなり）
（石田佐吉 → 石田三成）
声 - 加藤和樹
豊臣（羽柴）家の家臣。若いときから小姓として、秀吉に仕えてきた側近。
その俊英ぶりは、秀吉の上司である信長の耳にも届いている。
与六（兼続）とは、戦場で敵として出遭うが、後に深い友情で結ばれる。
志乃（しの）
羽柴家のくの一。普段は遊女を装っている。秀吉を「お頭様」与六を「雲さん」と呼ぶ。
信長見物に来た与六に惚れてしまい、帰ってきた与六に裸足で駆け出し、出迎えた。
大谷吉継（おおたによしつぐ）
声 -鳥海浩輔 / 神谷浩史（戦国大戦）
仁を尊ぶ豊臣家の家臣。三成の終生の友。本作では包帯を全身に巻いた姿ではなく隻眼の武将として描かれている。
隻眼になった理由は徳川に小田原征伐参陣を要請する使者として赴いた際、北条との同盟を交わしていること理由に拒んでいた家康に対し、左目を刳りぬくことで快諾するまでは戻らないとする不退転の覚悟を示したため。
島左近（しまさこん）
声 -浜田賢二

#### 武田家
武田勝頼（たけだかつより）
武田信玄亡き後の甲斐・信濃を治める武田家当主。与六の説得に応じ、川中島の戦い以来の仇敵・上杉家と和議を結び、織田軍の侵攻を迎え撃つ覚悟を決める。
武田信豊（たけだのぶとよ）
武田信玄の弟・信繁を父に持つ武田家の名門。勝頼が最も信頼する副将。
小山田信茂（おやまだのぶしげ）
武田家臣随一の勇将。勝頼とは従兄弟同士。
快川紹喜（かいせんじょうき）
甲斐、恵林寺の住持であり、京都妙心寺の第四十三世住持。背高で酒豪。酒に酔うと頭を左右に揺らす。語尾や冒頭に「むにゃ」或いは「もにゃ」と言う。「のわっわっわっわ」と笑う

#### 徳川家
徳川家康（とくがわいえやす）
声 - 菅生隆之
三河・駿河・武田滅亡後の甲斐を治める徳川家当主。与六の出生の秘密を執拗に探る。
井伊直政（いいなおまさ）
声 - 杉田智和
徳川三傑、もしくは徳川四天王の1人。武田の軍制を参考にし、それを踏襲した井伊の赤備えを率いる。
下坂左玄（したざか さげん）
声 - 柴田秀勝（2015年版ラジオドラマ）
直政の家臣で、かつては武田家に仕え、同家の忍びの衆である「三ツ者」の一員だった。
服部半蔵
声 - 東地宏樹（2015年版ラジオドラマ）
徳川家の抱えの忍び。

#### 伊達家
伊達政宗（だてまさむね）
声 - 置鮎龍太郎
片倉小十郎（かたくらこじゅうろう）
声 - 関智一

#### 北条家
北条氏政（ほうじょううじまさ）
声 - 辻親八
北条氏直（ほうじょううじなお）
声 - 陶山章央
北条氏規（ほうじょううじのり）
声 - 遠近孝一

### 朝廷
近衛前久（このえ さきひさ）
声 - 成田剣
前関白。昔は謙信と盟友であり、「戦う関白」と呼ばれていたが、信長に与するようになる。
与六の伯父に当たる人物でもあり、実の両親と死別した与六にとって唯一の血縁者。関白の座を退いた後は出家・剃髪し隠遁生活を送っている。
進藤長治（しんどう ながはる）
声 - 飛田展男
前久の家司。16年前に、彼の手により、京から越後へ与六を連れていった。与六の顔を見るなり大号泣した。
妙姫（たえひめ）
声 - 能登麻美子
前久の妹。与六（兼続）の実母。故人。酒に強く男勝りな性格が謙信を惹きつけた。
大陽院（たいよういん）
声 - 榊原良子
妙姫の姉で、尼僧。甥の兼続の瞳を掘った菩薩像を預かっている。

### その他
権左（ごんざ）
声 - 小山剛志
鬼斬りとあだ名される野盗。百を超える手下を持つ。「わかりやすい」が口癖であり、好む。刀は盗品。
信濃で奴隷として連れて来た女性・フジを商人に奪われ、茂助がフジと結婚し、奪い返すため安土で茂助に横行を振るう。しかし信長見物をしに来た僧形の与六と出会い、片目を抜かれる。
一命はとりとめて、眼帯をつける。与六を憎んでフジを殺害。茂助は仇討ちのため一人権左の砦に向かい、与六も助太刀する。焙烙玉に翻弄され、あげく与六の太刀によって死ぬ。
乱裁道宗（あやたち みちむね）
声 - 黒田崇矢
丹波乱波衆の長。秀吉の知遇を得ている「山の民」。額に十字の傷がある僧侶姿の大柄の男。与六の出生の秘密を知る人物。与六を高く評価している様子。
三好長慶
声 - 日野聡
松永久秀と共に室町幕府13代将軍足利義輝を傀儡としていた。近衛前久と長尾景虎が接近しているのを警戒して、景虎を始末するために刺客を送る。
松永久秀
声 - 家中宏
三好長慶と共に足利義輝を傀儡としていた。景虎暗殺の陰謀にも加担していた。
千利休
声 - 阪脩（2015年版ラジオドラマ）

## 書誌情報
- 原作：原哲夫・堀江信彦、作画：武村勇治『義風堂々!!直江兼続 -前田慶次月語り-』新潮社〈BUNCH COMICS〉、全9巻
  1. 2009年1月9日発売、ISBN 978-4-10-771447-3
  2. 2009年4月9日発売、ISBN 978-4-10-771472-5
  3. 2009年7月9日発売、ISBN 978-4-10-771493-0
  4. 2009年10月9日発売、ISBN 978-4-10-771518-0
  5. 2010年1月9日発売、ISBN 978-4-10-771539-5
  6. 2010年3月9日発売、ISBN 978-4-10-771552-4
  7. 2010年6月9日発売、ISBN 978-4-10-771570-8
  8. 2010年8月9日発売、ISBN 978-4-10-771581-4
  9. 2010年10月9日発売、ISBN 978-4-10-771595-1
- 原作：原哲夫・堀江信彦、作画：武村勇治『義風堂々!!直江兼続 -前田慶次酒語り-』徳間書店〈ゼノンコミックス〉、全10巻
  1. 2011年4月20日発売、ISBN 978-4-19-980009-2
  2. 2011年7月20日発売、ISBN 978-4-19-980029-0
  3. 2011年12月20日発売、ISBN 978-4-19-980052-8
  4. 2012年5月19日発売、ISBN 978-4-19-980077-1
  5. 2012年8月20日発売、ISBN 978-4-19-980101-3
  6. 2012年12月20日発売、ISBN 978-4-19-980124-2
  7. 2013年7月20日発売、ISBN 978-4-19-980153-2
  8. 2013年8月20日発売、ISBN 978-4-19-980159-4
  9. 2013年12月20日発売、ISBN 978-4-19-980176-1
  10. 2014年4月19日発売、ISBN 978-4-19-980201-0
- 原作：原哲夫・堀江信彦、作画：出口真人『義風堂々!!直江兼続 -前田慶次花語り-』徳間書店〈ゼノンコミックス〉、全14巻
  1. 2014年7月19日発売、ISBN 978-4-19-980221-8
  2. 2014年11月20日発売、ISBN 978-4-19-980244-7
  3. 2015年3月20日発売、ISBN 978-4-19-980259-1
  4. 2015年7月18日発売、ISBN 978-4-19-980279-9
  5. 2015年12月19日発売、ISBN 978-4-19-980317-8
  6. 2016年3月19日発売、ISBN 978-4-19-980334-5
  7. 2016年7月20日発売、ISBN 978-4-19-980354-3
  8. 2016年11月19日発売、ISBN 978-4-19-980377-2
  9. 2017年3月18日発売、ISBN 978-4-19-980399-4
  10. 2017年8月19日発売、ISBN 978-4-19-980437-3
  11. 2017年11月20日発売、ISBN 978-4-19-980454-0
  12. 2018年3月20日発売、ISBN 978-4-19-980485-4
  13. 2018年7月20日発売、ISBN 978-4-19-980509-7
  14. 2018年11月20日発売、ISBN 978-4-19-980534-9
- 原作：原哲夫・堀江信彦、作画：出口真人『前田慶次 かぶき旅』コアミックス〈ゼノンコミックス〉、既刊19巻（2025年7月18日現在）
  1. 2019年7月20日発売、ISBN 978-4-19-980584-4
  2. 2019年11月20日発売、ISBN 978-4-19-980608-7
  3. 2020年4月20日発売、ISBN 978-4-86720-123-7
  4. 2020年7月20日発売、ISBN 978-4-86720-159-6
  5. 2020年11月19日発売、ISBN 978-4-86720-185-5
  6. 2021年3月18日発売、ISBN 978-4-86720-206-7
  7. 2021年7月19日発売、ISBN 978-4-86720-247-0
  8. 2021年11月20日発売、ISBN 978-4-86720-278-4
  9. 2022年3月19日発売、ISBN 978-4-86720-318-7
  10. 2022年7月20日発売[3]、ISBN 978-4-86720-399-6
  11. 2022年11月18日発売[4]、ISBN 978-4-86720-440-5
  12. 2023年3月20日発売[5]、ISBN 978-4-86720-486-3
  13. 2023年7月20日発売[6]、ISBN 978-4-86720-527-3
  14. 2023年11月20日発売[7]、ISBN 978-4-86720-590-7
  15. 2024年3月19日発売[8]、ISBN 978-4-86720-632-4
  16. 2024年7月20日発売[9]、ISBN 978-4-86720-670-6
  17. 2024年11月20日発売[10]、ISBN 978-4-86720-708-6
  18. 2025年3月19日発売[11]、ISBN 978-4-86720-753-6
  19. 2025年7月18日発売[12]、ISBN 978-4-86720-786-4

## ラジオドラマ

### 2013年版
『キャイ〜ンのおのれっ、この・・・傾奇者がぁ〜!!』のコーナーとして2013年4月より放送。

### 2015年版
後述のラジオ『ニューギンpresents 義風堂々!!〜音語り〜』内で放送。キャストはテレビアニメとほぼ共通でナレーションは4月-9月は番組出演者が回毎に交代、10月以降は瑞沢渓に固定。
各話タイトル
1. 『慶次との出会い（前編）』
2. 『慶次との出会い（後編）』
3. 『天下との戦』
4. 『秀吉の罠』
5. 『二つの義風』
6. 『佐渡平定』
7. 『慶次の義』
8. 『兼続の秘策』
9. 『義風の犠牲者』
10. 『決着』
11. 『上杉の義魂』
12. 『謙信の子』
13. 『兄弟喧嘩』
14. 『次郎坊の決意』
15. 『茂助の災難』
16. 『三成からの書状』
17. 『いくさ人の風』
18. 『薄雲の傾き』
19. 『天下との謁見』
20. 『小田原攻め』
21. 『いくさ場の再会』
22. 『我は直江兼続』
23. 『天下の生贄』
24. 『松井田城陥落』
25. 『秀吉の一夜城』
26. 『小田原の終焉』

## レース参加
D1グランプリに「義風堂々!!直江兼続withFNATZ×DRIFTSPEED」が週刊コミックバンチとのタイアップで2009年に参加。

## テレビアニメ
『義風堂々!! 兼続と慶次』（ぎふうどうどう!! かねつぐとけいじ）のタイトルで、2013年7月から12月にかけてテレビ東京ほかにて放送された。ナレーションと主題歌は吉川晃司が担当する。2018年11月7日、時代劇専門チャンネルにて、放送開始。

### スタッフ
- 原作 - 原哲夫・堀江信彦
- 漫画 - 武村勇治「義風堂々!! 直江兼続 -前田慶次 酒語り-」（月刊コミックゼノン連載中）
- 総監督 - 原哲夫
- 監督 - ボブ白旗
- シリーズ構成・脚本 - 今川泰宏
- アニメーションキャラクターデザイン・総作画監督 - 河南正昭
- プロップ作画監督 - 岡戸智凱
- 美術監督 - 羽根広舟
- 色彩設計 - 松本真司
- 撮影監督 - 川口正幸
- 編集 - 松村正宏
- 音響監督 - 平光琢也
- 音楽 - KAZSIN
- プロデューサー - 宮直樹
- アニメーションプロデューサー - 野邉伸泰
- アニメーション制作 - スタジオディーン、スタジオ雲雀（第19話[注釈 1]）
- 企画・製作 - ノース・スターズ・ピクチャーズ

### 主題歌
「SAMURAI ROCK～義風堂々!!ver.」
第1クールオープニングテーマ。作詞は吉川晃司、jam、作曲・歌は吉川、編曲は菅原弘明。2013年2月発売のシングル曲「SAMURAI ROCK」のアレンジとなる。
「The Sliders」
第2クールオープニングテーマ。第1クールと製作は同一。
「月下に交わす、杯と契り」
第1クールエンディングテーマ。作詞・作曲・編曲は石塚玲依、歌は直江兼続（浪川大輔）、前田慶次（佐藤拓也）。
「Last Moment」
第2クールエンディングテーマ。作詞は渡辺徹、BOUNCEBACK、作曲は渡辺徹、編曲はats-、歌は若井友希 from i☆Ris。

### 各話リスト
| 話数       | サブタイトル             | 絵コンテ         | 演出              | 作画監督                                    |
| ---------- | ------------------------ | ---------------- | ----------------- | ------------------------------------------- |
| 第一話     | 兼続と慶次               | ボブ白旗         | 吉田俊司          | 河南正昭                                    |
| 第二話     | 兼続の義                 | 鈴木行           | 鈴木芳成          | 津明、安形佳己 本間充                       |
| 第三話     | 慶次の義                 | ボブ白旗         | 吉田俊司          | 岩井優器                                    |
| 第四話     | 佐渡上陸!                | 齋藤徳明         | 齋藤徳明          | 青井清年、管振宇                            |
| 第五話     | 佐渡攻め                 | 藤原良二         | 高田昌宏          | 南伸一郎                                    |
| 第六話     | 上杉の義                 | 又野弘道         | 又野弘道          | 門智明、幸野浩二 小沼克介                   |
| 第七話     | 月に語る真実             | 川瀬敏文         | 関田修            | 小田真弓、鎌田均                            |
| 第八話     | いくさ人の風             | 鈴木行           | 鈴木芳成          | 管振宇、SEO JUNG-HA                         |
| 第九話     | 傾奇者 与六!             | 佐山聖子         | 吉田俊司          | 岩井優器、大木賢一 なかじまちゅうじ         |
| 第十話     | 薄雲の傾き               | 友田政晴         | 友田政晴          | 青井清年、小川一郎 山形孝二                 |
| 第十一話   | 天下人との謁見           | ふじわらりょうじ | 高田昌宏          | 南伸一郎                                    |
| 第十二話   | 心の儘に…                | 齋藤徳明         | 齋藤徳明          | 管振宇、SEO JUNG-HA 山形孝二、安形佳己      |
| 第十三話   | いくさ人と兵法家         | ふじわらりょうじ | 関田修            | 鎌田均、小田真弓                            |
| 第十四話   | 漢たちの酒語り           | 今川泰宏         | 木野目優          | なかじまちゅうじ                            |
| 第十五話   | 大谷義継の仁             | 鈴木行           | 鈴木芳成          | かどともあき、幸野浩二                      |
| 第十六話   | 笛の軍師                 | 名村英敏         | 高田昌宏          | 南伸一郎、なかじまちゅうじ                  |
| 第十七話   | 井伊の赤鬼               | 鈴木行           | 日下直義          | 小沼克介、安形佳己 青井清年                 |
| 第十八話   | 伊達の死装束             | 西本由紀夫       | 吉田俊司          | 岩井優器、浅井昭人                          |
| 第十九話   | 動き出した忍             | 又野弘道         | 又野弘道          | 山形孝二、安形佳己                          |
| 第二十話   | 魔物                     | ふじわらりょうじ | 関田修            | 小田真弓、鎌田均 なかじまちゅうじ           |
| 第二十一話 | 滅亡と絆                 | 鈴木行           | 鈴木芳成 木野目優 | 小川一郎、李少雷 管振宇                     |
| 第二十二話 | 菩薩像の在処             | 川瀬敏文         | 高田昌宏          | 岩井優器                                    |
| 第二十三話 | 武士の死に場所           | 齋藤徳明         | 齋藤徳明          | 幸野浩二、門智明                            |
| 第二十四話 | いざ、高野山へ！         | 藤原良二         | 日下直義          | 青井清年、安形佳己 小沼克介                 |
| 第二十五話 | 語れども尽きぬは漢の物語 | ボブ白旗         | ボブ白旗 関田修   | 小田真弓、山形孝二 鎌田均、なかじまちゅうじ |

### 放送局
| 放送期間                      | 放送時間                     | 放送局         | 対象地域   | 備考                      |
| ----------------------------- | ---------------------------- | -------------- | ---------- | ------------------------- |
| 2013年7月3日 - 12月18日       | 水曜 1:40 - 2:10（火曜深夜） | テレビ東京     | 関東広域圏 |                           |
| 2013年7月4日 - 12月19日       | 木曜 2:35 - 3:05（水曜深夜） | テレビ大阪     | 大阪府     |                           |
| 2013年7月6日 - 12月21日       | 土曜 2:05 - 2:35（金曜深夜） | テレビ愛知     | 愛知県     |                           |
| 2013年7月18日 - 2014年1月2日  | 木曜 23:00 - 23:30           | AT-X           | 日本全域   | CS放送 / リピート放送あり |
| 2013年11月1日 - 2014年4月25日 | 金曜 1:23 - 1:53（木曜深夜） | テレビユー山形 |            | 山形県                    |

インターネットでは2013年7月8日よりdアニメストア、ニコニコチャンネル、バンダイチャンネルにて配信。

### 関連商品

#### DVD
| 巻 | 発売日         | 収録話          | 規格品番   |
| -- | -------------- | --------------- | ---------- |
| 1  | 2013年10月25日 | 第1話 - 第3話   | AVBA-62861 |
| 2  | 2013年11月22日 | 第4話 - 第6話   | AVBA-62862 |
| 3  | 2013年12月27日 | 第7話 - 第9話   | AVBA-62863 |
| 4  | 2014年1月24日  | 第10話 - 第12話 | AVBA-62864 |
| 5  | 2014年2月28日  | 第13話 - 第15話 | AVBA-62865 |
| 6  | 2014年3月28日  | 第16話 - 第18話 | AVBA-62866 |
| 7  | 2014年4月25日  | 第19話 - 第21話 | AVBA-62867 |
| 8  | 2014年5月22日  | 第22話 - 第23話 | AVBA-62868 |
| 9  | 2014年6月27日  | 第24話 - 第25話 | AVBA-62869 |

#### CD
| 発売日        | タイトル               | 規格品番   |
| ------------- | ---------------------- | ---------- |
| 2013年8月28日 | 月下に交わす、杯と契り | AVCA-62869 |

## ラジオ番組
『ニューギングループpresents 義風堂々!!〜音語り〜』（ニューギングループプレゼンツぎふうどうどうおとがたり）のタイトルで2015年4月より2016年3月27日にかけて文化放送、ABCラジオ、東海ラジオ、文化放送超!A&G+にて放送。パチンコメーカー・ニューギングループの一社提供。出演は置鮎龍太郎、関智一に2015年9月までは洲崎綾、以降は中西優香の3名。彼らによる各コーナーの他、前述のラジオドラマで構成される。

### 放送局（ラジオ）
| 放送地域   | 放送局           | 放送期間                     | 放送日時           | 放送系列           | 備考       |
| ---------- | ---------------- | ---------------------------- | ------------------ | ------------------ | ---------- |
| 関東広域圏 | 文化放送         | 2015年4月5日 - 2016年3月27日 | 日曜 20:00 - 20:30 | NRN                | [ 注釈 3 ] |
| 日本全域   | 文化放送 超!A&G+ | 2015年4月5日 - 2016年3月27日 | 日曜 20:00 - 20:30 | ストリーミング配信 | [ 注釈 3 ] |
| 中京広域圏 | 東海ラジオ       | 2015年4月5日 - 2016年3月27日 | 日曜 21:00 - 21:30 | NRN                | [ 注釈 4 ] |
| 近畿広域圏 | ABCラジオ        | 2015年4月5日 - 2016年3月27日 | 日曜 23:00 - 23:30 | JRN / NRN          | [ 注釈 5 ] |

| 文化放送 日曜 20:00 - 20:30                            | 文化放送 日曜 20:00 - 20:30                    | 文化放送 日曜 20:00 - 20:30               |
| 前番組                                                 | 番組名                                         | 次番組                                    |
| ------------------------------------------------------ | ---------------------------------------------- | ----------------------------------------- |
| 私立恵比寿中学 放送部 （金曜 21:30-22:00に放送枠移動） | ニューギングループPresents義風堂々!!〜音語り〜 | ニューギングループ Presents M・A・Oと鈴木 |

## 2015年度テレビCMソング
「Halo」（歌 -堂珍嘉邦、2015年9月2日先行配信、10月21日発売のアルバム『VOWS』に収録、2015年6月2日オンエア開始）

## パチンコ・パチスロ
パチンコは『CR義風堂々!! 〜兼続と慶次〜』として2015年7月にニューギンより発表された。液晶演出では上述のテレビアニメの映像も使用される。
パチスロは、2019年4月に『戦国パチスロ 義風堂々!!〜兼続と慶次〜』としてニューギン（EXCITEブランド）から発売された。同機では、アニメ1stシーズンの音楽に加え、この機種のために書き下ろされた和楽器バンドの曲が使われている。

## 舞台

### 舞台「義風堂々!!」
- 公演日
  - 東京公演：2017年11月17日-11月26日（AiiA 2.5 Theater Tokyo）
  - 大阪公演：2017年12月9日-12月10日（メルパルクホール大阪）

#### キャスト（義風堂々!!）
- 直江兼続 - 猪野広樹
- 前田慶次 - 鍵本輝
- 茂助 - 志村玲於（SUPER★DRAGON）
- 島左近 - 古川毅（SUPER★DRAGON）
- 中西次郎坊 - 早乙女友貴
- 下坂左玄 - 小野健斗
- 上杉景勝 - 伊藤裕一
- 薄雲 - 倉持由香
- 豊臣秀吉 - 窪寺昭
- 白雲 - 鈴木健介
- 伴太郎左衛門 - 内堀克利
- 徳川家康 - ブラザートム、天宮良（Wキャスト）

#### スタッフ（義風堂々!!）
（出典：）
- 原作：「義風堂々!!」シリーズ
  - 「義風堂々!!直江兼続-前田慶次 月語り-」（原作：原哲夫・堀江信彦、漫画：武村勇治）
  - 「義風堂々!!直江兼続-前田慶次 酒語り-」（原作：原哲夫・堀江信彦、漫画：武村勇治）
  - 「義風堂々!!直江兼続-前田慶次 花語り-」（原作：原哲夫・堀江信彦、作画：出口真人）
- 作・演出：きだつよし
- 音楽：和田俊輔、稲垣大助
- 美術：角田知恵
- 照明：田中 徹
- 音響：戸田雄樹
- 衣装：福田千亜紀
- ヘアメイク：中原雅子
- 殺陣：森貞文則
- 振付：七々扇恵里那
- 特殊小道具：林屋陽二
- 演出助手：木下マカイ
- 技術監督：寅川英司
- 舞台監督：大友圭一郎
- 宣伝美術：加藤秀幸（グラインドハウス）
- 宣伝写真：河合克成（125)
- 宣伝：石橋千尋、小内 愛
- 票券：河野英明
- HP制作：メテオデザイン
- 制作：神戸丈志（クオーレ）、たけいけいこ（クオーレ）
- プロデューサー：山浦哲也（エイベックス・エンタテインメント）、加藤はるな（エイベックス・エンタテインメント）
- 東京公演主催：舞台「義風堂々!!」製作実行委員会
- 大阪公演主催：サンライズプロモーション大阪
- 製作：エイベックス・エンタテインメント

### 096k熊本歌劇団の公演
096k熊本歌劇団（オクロック熊本歌劇団）により、公演が行われている。新型コロナウィルスの影響により延期となった公演も多い。原作：原哲夫・堀江信彦・出口真人「前田慶次 かぶき旅」(月刊コミックゼノン／コアミックス)、原案・脚本：堀江信彦、演出・上演台本：池浦毅（池浦は「〜戦国の花・細川ガラシャ〜編」のみ）。
- 舞台「前田慶次かぶき旅～肥後の虎・加藤清正～編」
  - 同劇団の初公演として、2021年5月28日から桜の馬場 城彩苑熊本城ミュージアムわくわく座にて予定されていたが[19]、延期となる[20][21]。同年7月14日にお披露目公演の形で市民会館シアーズホーム夢ホールにて上演された後、同年7月17日から桜の馬場 城彩苑熊本城ミュージアムわくわく座にて定期公演されるようになった[22]。しかし、同年8月・9月に再び延期[23][24][25][26]、10月から再開されるも[27]、2022年2月より中止が相次ぎ[28][29]、3月も影響が続き[30]、後日4月から5月に振替日程が用意された[31]。その後もわくわく座にてほとんど毎月のように定期公演として上演されていたが、2024年12月20日にオープンの熊本マンガアーツに併設の新劇場（一度オープン延期となっていて、それまでの仮名は「096k座」だった[32]）が出来てからはそちらに移転し定期公演を続けている。
  - 定期公演以外に、2022年2月26日・27日には初の鶴屋百貨店東館7階 鶴屋ホールでの公演も予定されていたが[33]、4月29日・30日に延期となった[30]。鶴屋ホールでは、同年7月16日・17日にも上演され[34]、また8月27日・28日にも『鶴屋 夏の陣公演』として上演された[35]。他にも、2022年5月21日・22日に八千代座にて行われた[36]。

- 舞台「前田慶次 かぶき旅〜薩摩の鬼・島津〜編」（現サブタイトル：〜鬼島津の女剣士・夕月〜編[37]）
  - 本劇団による新作として、2022年7月2日に熊本県立劇場 演劇ホールで公演[38]。
  - 本劇団としては初めて熊本県外での公演が、2022年9月10日に鹿児島県のライカ南国ホールにて行われた[39]。
  - サブタイトルを『〜鬼島津の女剣士・夕月〜編』に変更し、新劇場「096k座」のオープンに合わせて2023年9月23日から10月1日に予定されていたが[37]、追加工事のためオープン延期となり[32]、公演も中止となった。その後、本劇団の公演1作目『～肥後の虎・加藤清正～編』でも公演の行われている桜の馬場 城彩苑・熊本城ミュージアムわくわく座で、2024年1月から幾度も行われた[40]。熊本マンガアーツ（前述の「096k座」と命名予定だった新劇場併設）が2024年12月20日にオープンしてからは、2025年4月より同施設にて上演されている[41]。

- 舞台「前田慶次 かぶき旅〜戦国の花・細川ガラシャ〜編」
  - 本劇団による新作として、熊本マンガアーツのオープンと同時に、併設の劇場にて2024年12月20日から2月2日にかけて最初に公演された[42][43]。その後も、2025年5月29日から6月7日にかけて再演されている[44]。

### 前田慶次 かぶき旅 STAGE&LIVE～肥後の虎・加藤清正編～
- 公演日
  - 東京公演：2024年9月27日 - 10月6日（シアターH）
  - 大阪公演：2024年10月31日 - 11月4日（サンケイホールブリーゼ）

#### キャスト（前田慶次 かぶき旅）
- 前田慶次 - RIKU（THE RAMPAGE）
- 加藤清正 - 白又敦
- 権一 - 平野良
- 立花宗茂 - 松井勇歩
- 左兵衛 - 須賀貴匡
- 柳生兵庫助 - 大崎捺希
- 佐々木小次郎 - 松田岳
- 飯田覚兵衛 - 田中しげ美
- 森本義太夫 - 鼓太郎
- 佐々木ユキ - 遥りさ
- 誾千代 - TETO
- シカトリス船長 - 両國宏
- ガルシア - 飛龍つかさ
- 徳川家康 - モロ師岡
- ホセ・ガルシア神父 - 川崎麻世

#### スタッフ（前田慶次 かぶき旅）
（出典：）
- 原作：「前田慶次 かぶき旅」(月刊コミックゼノン／コアミックス)（原作：原哲夫・堀江信彦、作画：出口真人）
- 脚本：田中大祐
- 演出：加古臨王
- 振付・ステージング：本山新之助
- 票券：ticketbook
- 制作：ABC&SET
- 主催：『前田慶次 かぶき旅 STAGE&LIVE』製作委員会